# Пилюгино (Оренбургская область)
Пилюгино — село в Бугурусланском районе Оренбургской области России. Административный центр Пилюгинского сельсовета.

## География
Расположено на левом берегу реки Малый Кинель, в 27 км к югу от центра города Бугуруслана.

## История
Село основано в 18 столетии.

## Население
| 2002 | 2010  |
| ---- | ----- |
| 1699 | ↘1492 |

Население составляло 1699 человек в 2002 году (русские 76 %), 1492 по переписи 2010 года.
Третий по численности населённый пункт в Бугурусланском районе после города Бугуруслана и села Михайловки.

## История
Село основано помещиком Иваном Фадеевым Пилюгиным в XVIII веке. Церковь появилась в 1772 году, после чего перестроена в 1862 году.
По одной из версий, село Пилюгино было основано в 1757 году: подпоручик Иван Фадеев Пилюгин купил у башкирских старшин огромный участок земли, который тянулся на несколько десятков километров по обоим берегам реки Кинель. Участок начинался в районе современного села Пилюгино и кончался на территории Асекеевского района. Площадь купленной земли не измерялась. Пилюгин на купленной земле основал деревню, куда поселил своих крепостных крестьян. Деревня стала называться по имени владельца — Пилюгино, поэтому 1757 год и считается датой основания села. Крепостные помещики построили графу большой красивый дом с колоннами и балконами, с роскошными залами, покоями и гостиными, а под домом в подвале барскую кухню. Были построены хоромы для управляющего. По прихоти помещика крестьяне привезли под клумбу огромный песчаный камень, который сохранился до наших дней.
В апреле 1919 года в Пилюгине располагался штаб 25-й дивизии под командованием Василия Ивановича Чапаева.
В господском доме есть мемориальная доска с надписью «Здесь в апреле 1919 года, располагался штаб 25ой дивизии под командованием В. И. Чапаева и комиссара Д. А. Фурманова». В центре села воздвигнут памятник комиссару Чапаевской дивизии — Дмитрию Фурманову. 
Рядом с селом расположен Крест, установленный казаками, в память о погибших в Гражданской войне. Заросшие окопы на Поповой горе напоминают о прошедших боевых действиях.
В разное время селом владели: князь Орлов-Давыдов, Владимир Петрович, г. Васильчиковы, князья Волконские. Евгения Петровна Волконская — последняя владелица Пилюгино и усадебного дома умерла в Риме в 1924 году, а потом пришло время колхозов, совхозов, агрохолдингов. Усадебный дом долгое время находился под охраной государства, как объект культурного значения Оренбургской области. В советское время здесь был сельский клуб, в девяностых годах прошлого века в этом доме был организован православный приход храма Казанской иконы Божией Матери. С 2020 года дом пустует (нуждается в срочном ремонте).
В 1968 году Николай Сизинцев по решению партии был направлен директором в совхоз им. Фурманова, расположенный в селе Пилюгино Бугурусланского района. Там Н. С. Сизинцев проработал 12 лет, показав себя энергичным организатором производства. За это время совхоз стал одним из самых крупных, ведущих хозяйств области, с высокими показателями достижений в животноводстве и растениеводстве. Благодаря организаторским талантам Николая Семёновича, любви к своему делу и требовательности в выполнении показателей, ему удалось выполнить план двух «пятилеток» за 3 года каждую. Совхоз им. Фурманова стал миллионером, показав высочайший уровень производства.
За время работы Н. С. Сизинцев несколько десятков сотрудников совхоза были награждены государственными наградами СССР. Так, свинарка А. С. Гайдук за годы восьмой пятилетки (1966—1970) добилась самого высокого показателя в Оренбургской области, вырастив около 3 000 поросят со средним весом 18 килограмм. А. С. Гайдук — единственная свинарка Оренбуржья, которая была удостоена звания Героя Социалистического Труда с вручением ордена Ленина и золотой медали «Серп и Молот». Среди награждённых госнаградами — более 30 орденоносцев (механизаторы Лемешкин, Кинельский, Чумаков, механик Позерук, Косных, доярка Козлова, свинарки Вовк, Фомина, гл. зоотехник Второв и др.).
В 1978 году совхозу им. Фурманова вручены переходящее Красное знамя района, области и РСФСР одновременно. Крупное животноводческое (поголовье свиней достигало 25 тысяч, более пяти тысяч крупного рогатого скота) и растениеводческое хозяйство прибавляло в достижении высоких показателей каждый год. Высококвалифицированные рабочие кадры стремились попасть на работу в знаменитый совхоз, где строилось современное жилье, благоустраивалось и процветало село.
В 1978 году построена новая трёхэтажная школа, в которую поступило много новой мебели, оборудования для различных кабинетов, школьных мастерских, спортзала. В школе перешли на кабинетную систему обучения. С 2011 года все кабинеты оснащены компьютерами, проекторами и подключены к сети Интернет. Для питания учащихся имеется столовая с современным технологическим оборудованием. В школе работает краеведческий музей. На территории школы расположен стадион, он оборудован спортивным снаряжением, зимой заливают каток.
Библиотека в Пилюгине возродилась в 1945 году. В 2010 году библиотеке был присвоен статус «модельной».
На школьном дворе установлен — обелиск в честь 50-летия советской власти и в честь героев революционных сражений. На площади между домом культуры и школой — памятник воинам, погибшим во время Великой Отечественной войны 1941—1945 гг.
Ещё одна достопримечательность села, сохранившаяся до наших дней — это здания бывшей конюшни.
Конюшни Волконских пользовались известностью ещё до революции.
В настоящее время село Пилюгино — это туристический объект Оренбургской области.
Из источника: бугурусланская газета «Пахарь» № 77 от 13 июля 1926 года:
«Догнивают старые устои»: судьба имения княгини Волконской. Пилюгино, 1926
«Когда спускаешься с горы к селу Пилюгино, перед глазами открывается красивая панорама. Вдоль села на протяжении версты тянется аккуратно загороженный сад. Дальше река Кинель. Из-за густой сирени и акаций сада выделяется фасад барского дома. Это имение бывшей княгини Волконской, владетельницы двуста тысяч десятин земли.
Грозная княгиня держала окружающих в железных руках, закабаляя крестьян, не имеющих земли. Чуть вступит ногой мужицкая скотинка на землю княжны — порка и штраф. Напротив флигеля „боголюбивой“ княгини выстроена церковь. И были крестьяне с. Пилюгино богомольные, богобоязненные.
Октябрьская революция смела гнилое гнездо вельможи. Часть земли передана в трудовое пользование крестьян, а вместо имения княгини теперь раскинут совхоз „Пролетарская Культура“. У совхоза 7 тракторов, 90 голов лошадей, 150 голов племенного рогатого скота. Имеют 2000 десятин посеву. Снабжают крестьян племенным скотом, почему у большинства преобладает „орловец“ и „симменталка“. Имеется сыроваренный завод, куда крестьяне сдают молоко по рублю за пуд, получая по 50-60 руб. в месяц дохода с коровы. Каждый старается завести побольше коров. Начинают применять многопольный севооборот, майский пар и заводить породистый скот.
На той же площади стоит та же церковь. Кресты свалились на бок, стены облупились, ограда развалилась. Порой оттуда слышен дребезжащий колокольный звон, похожий на лязг разбитых чугунов. Вместо толпы народа выходит десятка два старушек. Крестьянство идет не по старому пути, а по пути советской культуры. Доживают старые проржавевшие устои. На месте их растет новая социалистическая культура».
По имеющимся архивным документам, письмам, воспоминаниям старожилов пилюжане имеют совершенно другой образ княгини Волконской. Эта женщина учила крестьянских детей за свой счет, построила для них училище, в котором ребятам преподавали бортничество, переплётное дело и т. д., устраивала праздники для крестьян, была меценатом добрых дел не только в волости, но и в уезде. Жители окрестных сел завидовали пилюжанам за их устроенный быт.